# Jaryszów (województwo opolskie)
Jaryszów (dodatkowa nazwa w j. niem. Jarischau) – wieś w Polsce, położona w województwie opolskim, w powiecie strzeleckim, w gminie Ujazd.
W latach 1975–1998 wieś administracyjnie należała do ówczesnego województwa opolskiego.
W Jaryszowie znajduje się Parafia Wniebowzięcia Najświętszej Maryi Panny w Jaryszowie.

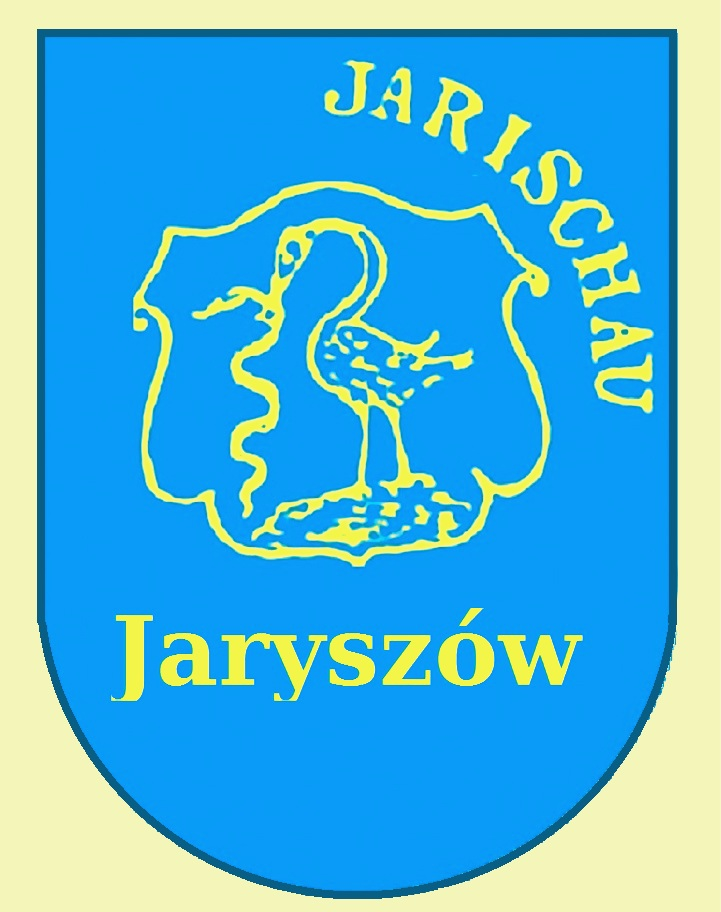
Logo wsi

## Nazwa
Nazwa wsi wywodzi się prawdopodobnie od Jarosława Jarosławica z rodu Pogorzela. W 1257 roku podkomorzy opolski Jarosław Jarosławic wymieniony jest w dokumencie księcia opolskiego Władysława wystawionym w Jemielnicy, w którym to jego syn Janizjusz z Michałowa otrzymuje wieś Poniszowice i zakłada później wieś Kotulin. Możliwe, że Jarosław Jarosławic był też właścicielem Jaryszowa.
Od 1260 roku do czasów nowożytnych, do XVII wieku, nazwę wsi zapisywano w dokumentach w zlatynizowanej formie najpierw „Iarissou”1 i później „Jarissow”, a wymawiało się ją „Jariszow”. Od XVII wieku nazwę wsi zapisywano w zniemczonej formie „Jarischau”, która była dosłowną transkrypcją dawnej nazwy. Końcówka dzierżawcza -au, to niemiecki odpowiednik polskiej końcówki dzierżawczej -ow. Niemiecka nazwa wsi była bliższa pierwotnej staropolskiej nazwy Jariszow, niż ta, którą ma wieś od 1945 roku. Nazwę Jaryszów dla naszej wsi wymyślono w I połowie XIX wieku (Józef Lompa?), a powstała ona poprzez analogię z podobnie brzmiącą nazwą miasteczka Jaryszów na kresach dawnej Rzeczypospolitej (obecnie to Jarisziw na Ukrainie).
1 W średniowiecznej łacinie nie było liter J i W, a „sz” zapisywano „ss.
| SIMC    | Nazwa            | Rodzaj     |
| ------- | ---------------- | ---------- |
| 0504338 | Kolonia Jaryszów | przysiółek |

## Historia
Pierwsze wzmianki o Jaryszowie pochodzą z połowy XIII wieku, ale powstał on chyba trochę wcześniej. W 1222 roku biskupi wrocławscy otrzymali, od księcia opolsko-raciborskiego Kazimierza, przywilej osadzania kolonistów i lokowania wsi na prawie niemieckim w dobrach ujazdowskich. Dobra biskupie nad Kłodnicą obejmowały wtedy tylko dolinę potoku Jordan i osadę targową Ujazd. 23.05.1223 roku Ujazd otrzymał prawa miejskie. W następnych latach lokowano wsie w dolinie potoku Jordan: Klucze, Stary Ujazd i Zimną Wódkę. Możliwe, że podobną akcję osadniczą na północ od rzeki Kłodnica prowadzili książęta opolscy Kazimierz opolski i Mieszko II Gruby. W I połowie XIII wieku lokowano książęce wsie Sławięcice oraz Poniszowice i możliwe, że także Jaryszów.
W 1260 roku Jaryszów i Poniszowice przekazane zostają biskupowi wrocławskiemu i zostają częścią Klucza Ujazdowskiego. Umowa księcia opolskiego Władysława z biskupem Tomaszem I zawarta 30.11.1260 roku w Sławięcicach, zawiera najstarszą wzmiankę o Jaryszowie. Wśród potwierdzających umowę był rycerz księcia Heynzone (syn Heyna) de Jarissow. Heynzone-Heinrich to prawdopodobnie syn sołtysa Jaryszowa Heyna, który był niemieckiego pochodzenia i chyba lokował wieś na prawie niemieckim. Heinrich z Jaryszowa był później stolnikiem cieszyńskim i występował w wielu dokumentach.
W „Registrum Wyasdense” (Rejestr Ujazdowski) z ok. 1300 roku wymieniony jest sołtys wsi i proboszcz. To pierwsza wzmianka o istnieniu parafii i kościoła w Jaryszowie. Wieś liczyła wtedy 3030 morgów ziemi (pola, łąki, stawy i lasy)– ok. 774 ha, które rozciągały się od wzgórza Bartek pod Ujazdem do dzisiejszej autostrady pod Sieroniowicami i Nogowczycami, i od ulicy Starostrzeleckiej do Chechelskiego Lasu i wzdłuż biegu potoku Jaryszówka do pól koło wsi Chechło.
Od 1260 roku do roku 1443 Jaryszów był własnością biskupów wrocławskich, a od 1443 roku księcia opolskiego i od 1465 roku do 1496 roku księcia toszeckiego. W 1430 roku pochód husycki zniszczył kościół w Jaryszowie. Nowy kościół, ceglany w stylu gotyckim i istniejący do dziś, zbudował prawdopodobnie Janko Jariszowski kasztelan zamku w Opolu i syn wolnego sołtysa w Jaryszowie. Kościół ten wzmiankowany jest w rejestrze świętopietrza z 1447 roku. Od 1496 roku do 1524 roku wieś jest znowu własnością biskupstwa wrocławskiego. Po sprzedaży Klucza Ujazdowskiego Jaryszów należał do rodu Dluhomil z Bierawy i od 1609 roku do 1629 roku do Mikołaja Kochcickiego z Kochcic, który go sprzedał. Od tego czasu do 1850 roku wieś miała wielu właścicieli, m.in. Jerzy Twardawa, hrabia Karl von Mettich, Dominik von Carove dal Ronco, Renata Kozlowski, ród Sobeck von Kornitz i hrabina Josephine von Wilczek. W I połowie XIX wieku wieś posiadali m.in. związani z hrabią Andreasem Maria von Renard z Wielkich Strzelec Franz Zawadzky i Karl von Neumann. Po 1852 roku właścicielami dóbr jaryszowskich Zidlong – część wsi, folwark Dziedzinka, pola i lasy byli m.in. hrabia Johann Maria von Renard, Mortimer von Renard von Tschirsky-Reichell i od 1878 roku do 1945 roku ród książąt Ujazdu von Hohenlohe-Öhringen. W końcu XVII wieku na miejscu dworu z basztą na Zidlongu barokowy pałac zbudował Dominic von Carove dal Ronco. Od połowy XIX wieku w pałacu mieszkał zarządca majątku. W 1930 roku, po parcelacj majątku, pałac sprzedano. Spalił się on w 1998 roku i nie został odbudowany. Majątek (dominium) w Jaryszowie przestał istnieć w latach 1929–1932. Budynki i pola we wsi zostały rozparcelowane i wykupione przez mieszkańców Jaryszowa. W rękach rodu Hohenlohe pozostał folwark Dziedzinka i pola pomiędzy Jaryszowem i Ujazdem. Wszystkie dobra rodu książąt ujazdowskich zostały skonfiskowane w 1945 roku, a Dziedzinka została włączona do Ujazdu.
Wieś przez cały okres istnienia, do dziś, miała charakter rolniczy. Jedynie w końcu XVIII wieku właściciel wsi Johann Ernst Silvius von Sack (starosta toszecki) założył na potoku Jaryszówka kuźnicę prętów żelaznych, które wytapiano z rud darniowych. W XIX wieku na Zidlongu istniała gorzelnia wina palonego (Weinbrand, Whiskey). We wsi były 4 młyny i tartak i dwa duże stawy rybne. W 1735 roku powstała we wsi katolicka szkoła, którą ufundował Joanna Renata von Kozlowski. W drewnianej jednoklasowej organistówce uczono do 1851 roku. Wtedy zbudowano dwuklasową murowaną szkołę. W latach 1909–1910 zbudowano 4 klasowy budynek z mieszkaniem nauczyciela. Budynek powiększono w latach 90. XX wieku o dwa pomieszczenia klasowe i toalety. W 1935 roku szkoła została przejęta przez niemieckie władze państwowe. Od 1935 roku przy szkole działało przedszkole.

21 lipca 1777 roku wieś nawiedziło tornado, które powaliło okoliczne lasy. Około 1780 roku wieś liczyła ok. 240 mieszkańców. W 1782 roku hrabia von Sack, w ramach kolonizacji fryderycjanskiej, założył Kolonię Jaryszowską. W II połowie XIX wieku wieś się znacznie rozrosła, liczyła ok. 700 mieszkańców. W wyniku emigracji do miast przemysłowych uległa zmniejszeniu do ok. 600. W okresie powojennym, w czasie wyżu demograficznego, w latach 60. do 80. wieś liczyła ok. 950 mieszkańców. Wielu z nich wyemigrowało do Niemiec i miast przemysłowych. Obecnie Jaryszów ma ok. 800 mieszkańców. Do stycznia 1945 roku Jaryszów był w państwie niemieckim. 20 marca 1921 roku przeprowadzono plebiscyt i mieszkańcy w większości opowiedzieli się za przynależnością do Polski, ale po III Powstaniu Śląskim pozostał on w Niemczech. W czasie powstania wieś została zjęta przez powstańców i od końca maja 1921 koło wsi przebiegała linia frontu. W czerwcu pomiędzy walczące strony wkroczyły wojska francuskie. W 1930 roku koło wsi zbudowano schronisko młodzieżowe, które później przekształcono w obóz pracy dla kobiet. 23 stycznia 1945 roku do wsi wkroczyły oddziały Armii Czerwonej, które zamordowały kilkanaście osób, m.in. proboszcza Siersieckiego z siostrą. Doszło do gwałtów na kobietach i rabunków. Zniszczono kilkanaście budynków, m.in. byłe schronisko młodzieżowe i leśniczówkę Grandoch.

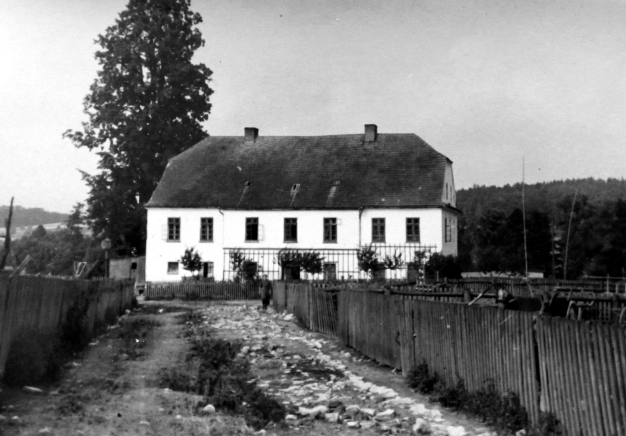
Jaryszów pałac w 1897 roku

## Przynależność administracyjna do 1945 roku
- 1260–1443 – wieś należała do Klucz Ujazdowskiego dóbr biskupów wrocławskich, w granicach księstwa opolskiego
- do 1463 – Jaryszów, wraz z Kluczem Ujazdowskim, należał do księstwa opolskiego
- 1465–1484 – do księstwa toszeckiego
- 1484–1496 – Klucz Ujazdowski był własnością księcia Janusza IV, brata księcia toszeckiego Przemka, który nadał mu Klucz Ujazdowski w dożywotnie władanie
- 1496 – Klucz Ujazdowski powrócił pod władzę biskupów wrocławskich
- 1524–1852 – prywatna wieś rycerska, różni właściciele
- po śmierci ostatniego księcia opolskiego z rodu Piastów Jana II Dobrego w 1532 roku i od ogłoszenia Statutu Ziemskiego Księstw Opolskiego i Raciborskiego w 1562 roku, Jaryszów wchodził w skład Circulus Tostensis (okręg toszecki-starostwo toszeckie) księstwa opolskiego, ale w zakresie sądownictwa wyższego wieś podlegała pod sąd biskupi w Nysie. Do starostwa toszeckiego Jaryszów należał do 1743 roku.
- 1742–1806 – po przyłączeniu Śląska do Prus Jaryszów włączono do Kreis Tost (powiat toszecki) Provinz Schlesien i do VI Departamentu Kamery Wojny i Domen we Wrocławiu
- 1806–1815 – Kreis Tost Regierung Oberschlesien/Oppeln
- 1816 – 31.12.1817 – Kreis Tost Provinz Schlesien Regierungsbezirk Oppeln
- 01.01.1818 – do 1922 – Landkreis Groß Strehlitz Provinz Schlesien Regierungsbezirk Oppeln
- 1852–1945 – Landgemeinde Jarischau
- 1852–1930 – Gutsbezirk Jarischau niżej „Właściciele wsi”
- 1922–1938 – Landkreis Groß Strehlitz Provinz Oberschlesien
- 1938–1941 – Landkreis Groß Strehlitz Provinz Schlesien Regierungsbezirk Oppeln
- 1941 – 23 stycznia 1945 – Landkreis Groß Strehlitz Provinz Oberschlesien

## Przynależność administracyjna od 1945 roku
Po zakończeniu II wojny światowej Jaryszów został przyłączony do Polski i zaprowadzono tu polską administrację. Wieś przestała być samodzielną jednostką administracyjną (Landgemeinde-gmina ziemska) podlegającą bezpośrednio władzom powiatu. 4 października 1945 roku Jaryszów został gromadą gminy wiejskiej Zimna Wódka. Jednocześnie od Jaryszowa odłączono folwark Dziedzinka z polami i włączono go do miasta Ujazd. Według stanu z 1 stycznia 1946 roku gmina wiejska Zimna Wódka składała się z 6 gromad: Zimna Wódka, Jaryszów, Klucz, Nogowczyce, Olszowa i Zalesie. Ustawą z dnia 25 września 1954 roku o reformie podziału administracyjnego wsi i powołaniu gromadzkich rad narodowych, na najniższych szczeblach administracyjnych zlikwidowano gminy wiejskie i zastąpiono je gromadami zbiorowymi. Dotychczasowe gromady, czyli wsie, zostały sołectwami i ta nomenklatura utrzymuje się do dziś. W skład gromady Zimna Wódka weszły sołectwa: Zimna Wódka, Klucz, Olszowa i Jaryszów. Sołectwo Jaryszów od 1 stycznia 1955 roku do końca 1972 roku należało do gromady Zimna Wódka. 1 stycznia 1960 roku do gromady Zimna Wódka włączono sołectwo Nogowczyce, ze zniesionej gminy Sieroniowice. 1 stycznia 1969 do gromady Zimna Wódka włączono obszary dawnej wsi Stary Ujazd i PGR Ferdynand z miasta Ujazd.
Po kolejnej reformie administracyjnej z 1972 roku, która znosiła gromady i na ich miejsce tworzyła gminy, sołectwo Jaryszów 1 stycznia 1973 roku weszło w skład gminy miejsko-wiejskiej Ujazd, do której należy do dziś. Później, w latach 70., do sołectwa Jaryszów przyłączono przysiółek należący do Zimnej Wódki, przy Kolonii Jaryszowskiej, wyłączony z tego sołectwa.
Na wyższym stopniu administracji terenowej, Jaryszów od 14.03.1945 roku należał do Obwodu Strzeleckiego Okręgu Śląsk Opolski Ziem Odzyskanych, który zastępował niemiecki Landkreis Groß Strehlitz. 18.08.1945 roku Okręg Opolski włączono do odtworzonego województwa śląskiego a obwody przekształcono w powiaty. Powstał powiat strzelecki, w skład którego weszła wieś Jaryszów. 28.06.1950 roku podzielono woj. śląskie na opolskie i katowickie. Jaryszów został włączony do województwa opolskiego, w którym pozostaje do dziś. Jaryszów sąsiaduje z sołectwem Chechło gminy Toszek, który należy już do województwa śląskiego (dawne woj. katowickie). W 1975 roku zlikwidowano powiat strzelecki. Odtworzono go w 1999 roku i do dziś Jaryszów należy do niego.

## Statystyki ludności
| Rok  | Liczba mieszkańców | mieszkający w wieś/ obszar dworski: | Wyznanie (kat./prot./żyd.) | język polski/ niemiecki |
| ---- | ------------------ | ----------------------------------- | -------------------------- | ----------------------- |
| 1724 | 312                |                                     | 310/2/0                    |                         |
| 1783 | 240                |                                     |                            |                         |
| 1816 | 329                |                                     |                            |                         |
| 1830 | 427                |                                     | 420 / 7 / 0                |                         |
| 1845 | 604                |                                     | 596/8/0                    |                         |
| 1855 | 644                |                                     |                            |                         |
| 1861 | 703                |                                     | 693/10/0                   |                         |
| 1864 | 725                | 620/105                             |                            |                         |
| 1885 | 695                | 540/155                             | 691/4/0                    |                         |
| 1895 | 653                | 549/104                             | 648/5/0                    |                         |
| 1905 | 662                | 537/125                             | 660/2/0                    | 634/26                  |
| 1910 | 680                | 540/140                             | 677/3/0                    | 643/34                  |
| 1919 | 715                | 609/106                             |                            |                         |
| 1925 | 732                |                                     | 726/6/0                    |                         |
| 1933 | 810                |                                     |                            |                         |
| 1939 | 850                |                                     |                            |                         |
| 1947 | 903                |                                     |                            |                         |
| 2009 | 818                |                                     |                            |                         |
| 2021 | 802                |                                     |                            |                         |

## Właściciele wsi
W dokumencie z 1260 roku wzmiankowany jest Jaryszów po raz pierwszy z nazwy jako villa Iarissou, a jednym z poświadczających ten dokument z 30 listopada 1260 roku jest zbrojny (rycerz, łac. militibus nostris) księcia opolskiego Heynzone de Iarissou (wzmiankowany był także w dokumentach w 1265, 1267, 1280, 1281 jako podkomorzy cieszyński i 1290). Dokument regulujący spór pomiędzy księciem opolskim Władysławem i biskupem wrocławskim Tomaszem o Sławięcice wśród dóbr biskupich wymienia także Jaryszów. Od 1260 roku Jaryszów jest wsią wchodzącą w skład tzw. Klucza Ujazdowskiego(Ujester Halt), tj. posiadłości biskupów wrocławskich w granicach księstwa opolskiego.
W latach 1270–1280 następuje lokacja wsi na prawie niemieckim. W tym czasie powstaje parafia i zostaje zbudowany pierwszy kościół w Jaryszowie. We wspomnianym już dokumencie Liber Fundationis z ok. 1295 roku jest wzmianka, że jaryszowski wolny dziedziczny sołtys posiadał 10 łanów ziemi, tj. ok. 1/4 ziemi wsi Jaryszów (łac. „Item in Jarissow sunt XLI mansi, de quibus scultetus * habet X, plebanus I, et sic ad servicia domini remanent XXX mansi” – tłum. pol.: Jaryszów liczy 41 łanów ziemi, z tego do sołtysa należy 10 łanów, do plebana 1 łan i 30 łanów posiadają chłopi). Z tego wolnego dziedzicznego sołectwa, już po tym jak Jaryszów przestał być własnością biskupów wrocławskich, wykształciły się dobra rycerskie (niem. Rittergut). Na ziemi wolnych sołtysów jaryszowskich powstał folwark i dwór/pałac, w którym mieszkali właściciele, dzierżawcy albo administratorzy wsi. W późniejszych czasach właściciele wsi powiększali swój stan posiadania kosztem wolnych chłopów, tak że w XIX wieku 2/3 ziemi było własnością dominium (właściciela).
Od 1260 roku do roku 1443 Jaryszów był własnością biskupów wrocławskich. W Jaryszowie dobrami biskupów zarządzał w ich imieniu wolny dziedziczny sołtys, a ten podlegał władzy wolnego dziedzicznego wójta Ujazdu, który administrował całym Kluczem Ujazdowskim.
Z czasów gdy Jaryszów należał do biskupów wrocławskich da się wymienić wzmiankowanego w 1411 roku wolnego sołtysa Pietrzyka i jego żonę Annę. Anna, żona Pietrzyka, była prawdopodobnie córką poprzedniego wolnego sołtysa w Jaryszowie. Ten sołtys (o nieznanym imieniu) miał jeszcze syna Janka Jarischowskiego wzmiankowanego w dokumentach z 1411 i 1419 roku. Później Janko Jarischowski był do ok. 1450 kasztelanem zamku w Opolu. Prawdopodobnie to Janko Jarischowski ufundował i zbudował gotycki ceglany kościół w Jaryszowie(ok. 1440 roku).
W 1428 roku biskup wrocławski Konrad IV Starszy oddał Klucz Ujazdowski w zastaw księciu niemodlińskiemu Bernardowi jako zabezpieczenie pożyczki na wojnę z czeskimi husytami, a w 1443 roku biskup Konrad sprzedał Klucz Ujazdowski księciu opolskiemu Bolkowi V.
W roku 1463 biskupowi Jodokowi (Jost) udało się odkupić Klucz Ujazdowski od księcia opolskiego Mikołaja. Biskup już dwa lata później, w 1465 roku, odsprzedał Ujazd księciu toszeckiemu Przemkowi za 2200 guldenów.
Po śmierci księcia Przemka toszeckiego w 1484 roku Ujazd przejął od biskupów wrocławskich za 2500 guldenów jego brat – Jan IV. Po jego śmierci w 1496 roku Ujazd wraz z Jaryszowem przejęło biskupstwo wrocławskie, które początkowo oddało Klucz Ujazdowski w dzierżawę (za 2550 guldenów) dziedzicznemu wolnemu wójtowi Ujazdu Mikołajowi Dluhomil z Bierawy. 26 lutego 1524 roku biskup wrocławski sprzedał mu cały Klucz Ujazdowski (papież wydał zgodę na sprzedaż Klucza Ujazdowskiego biskupowi Jakubowi von Salza).
Tym samym po ponad 300 latach biskupi wrocławscy przestali być właścicielami Ujazdu i dóbr okolicznych. Zachowali jedynie niektóre przywileje, takie jak np. prawo odwołania do sądu biskupiego.
Po sprzedaży Klucza Ujazdowskiego właścicielami Jaryszowa i dóbr jaryszowskich (od 1850 tylko folwarki-dominium Jaryszów) byli:
- Mikołaj Dluhomil z Bierawy – od 1524 do 1538,
- Mikołaj Dluhomil z Bierawy młodszy – od 1538 do 1554,
- Caspar Dluhomil z Bierawy– od 1554 do 1589,
- Klucz Ujazdowski zostaje oddany w zastaw, podział dóbr ujazdowskich – od 1589 do 1595,
- w 1595 Sambor Dluhomil z Bierawy (brat Kaspara) wykupuje z rąk wierzycieli Jaryszów,
- Jan (Hans) Dluhomil z Bierawy (syn Kaspara) sprzedaje w 1609 roku Ujazd z Jaryszowem Mikołajowi Kochcickiemu,
- Mikołaj Kochcicki z Kochcic (brat Andreasa Kochcickiego) – od 1609 do 1629,
- Georg Twardawa (właściciel wolnego dworu w Tarnowskich Górach) – od 1629 do 1660,
- dziedziczący po Georgu Twardawa od 1660 do 1668,
- Karl Joachim Graf von Mettich – od 1668 do 1682,
- Paul Dominik von Carowe dal Ronco (ożeniony z Joanną Renatą von Kozlowski) – od 1682 do po 1722[31],
- Julius Bernhard von Jarotschin na Rudzińcu i jego żona Joanna Renata von Kozlowski (wdowa po Dominiku von Carowe) – od ok. 1725 do ok. 1740[32],
- Rudolf Graf von Sobeck und Kornitz – od ok. 1740 do 1747[33],
- Karl Heinrich Graf von Sobeck und Kornitz (syn Rudolfa) – od 1748 do 1752[33],
- Marie Josephine Freiin von Wilczek (wdowa po Rudolfie von Sobeck und Kornitz) – od 1752 do ok. 1775[33],
- Karl Leopold von Czornberg (właściciel Poniszowic) – od ok. 1775 do ok. 1782,
- Johann Ernst Silvius von Sack (starosta toszecki) – od ok. 1782 do ok. 1790/95,
- Joseph Adam Freiherr von Gruttschreiber – od ok. 1795 do ok. 1805,
- Joseph von Czornberg – od ok. 1805 do 21.11.1812,
- Johann Priebsch – od ok. 1813 do ok. 1820,
- –? von Werner – od ok. 1820 do ok. 1838,
- Franz von Zawadzky – od ok. 1838 do 1847,
- Karl Gustav Hermann Freiherr von Neumann (dyrektor zarządu gospodarczego Renardów w Strzelcach)- od 1847 do 1852,
- Friedrich Wilhelm Kielmann – od 1852 do 1859,
- Louise Müller – od 1859 do 1869,
- Johann Maria Graf von Renard – od 1869 do 1874,
- Mortimer Graf von Renard Freiherr von Tschirsky-Reichell – od 1874 do 1879,
- Hugo Fürst zu Hohenlohe-Öhringen, Herzog von Ujest – od 1879 do 1897,
- Christian Kraft Fürst zu Hohenlohe-Öhringen, Herzog von Ujest – od 1897 do 1929,
- Johann(Hans) zu Hohenlohe-Oehringen, Herzog von Ujest – od 1929 do 1945.

Majątek (dominium) w Jaryszowie przestał istnieć w latach 1929–1932. Budynki i pola we wsi zostały rozparcelowane i wykupione przez mieszkańców Jaryszowa. W rękach rodu Hohenlohe pozostał folwark Dziedzinka i pola pomiędzy Jaryszowem i Ujazdem. Wszystkie dobra rodu książąt ujazdowskich zostały skonfiskowane w 1945 roku, a Dziedzinka została włączona do Ujazdu.

## Zabytki
Do wojewódzkiego rejestru zabytków wpisany jest kościół parafialny pw. Wniebowzięcia Najświętszej Marii Panny z XV wieku.
Zachowana część środkowa ołtarza Rodziny Maryi z ok. 1480–1490, prawdopodobnie ze szkoły Wita Stwosza. Obecnie ołtarz przechowywany jest w Muzeum Diecezjalnym w Opolu.

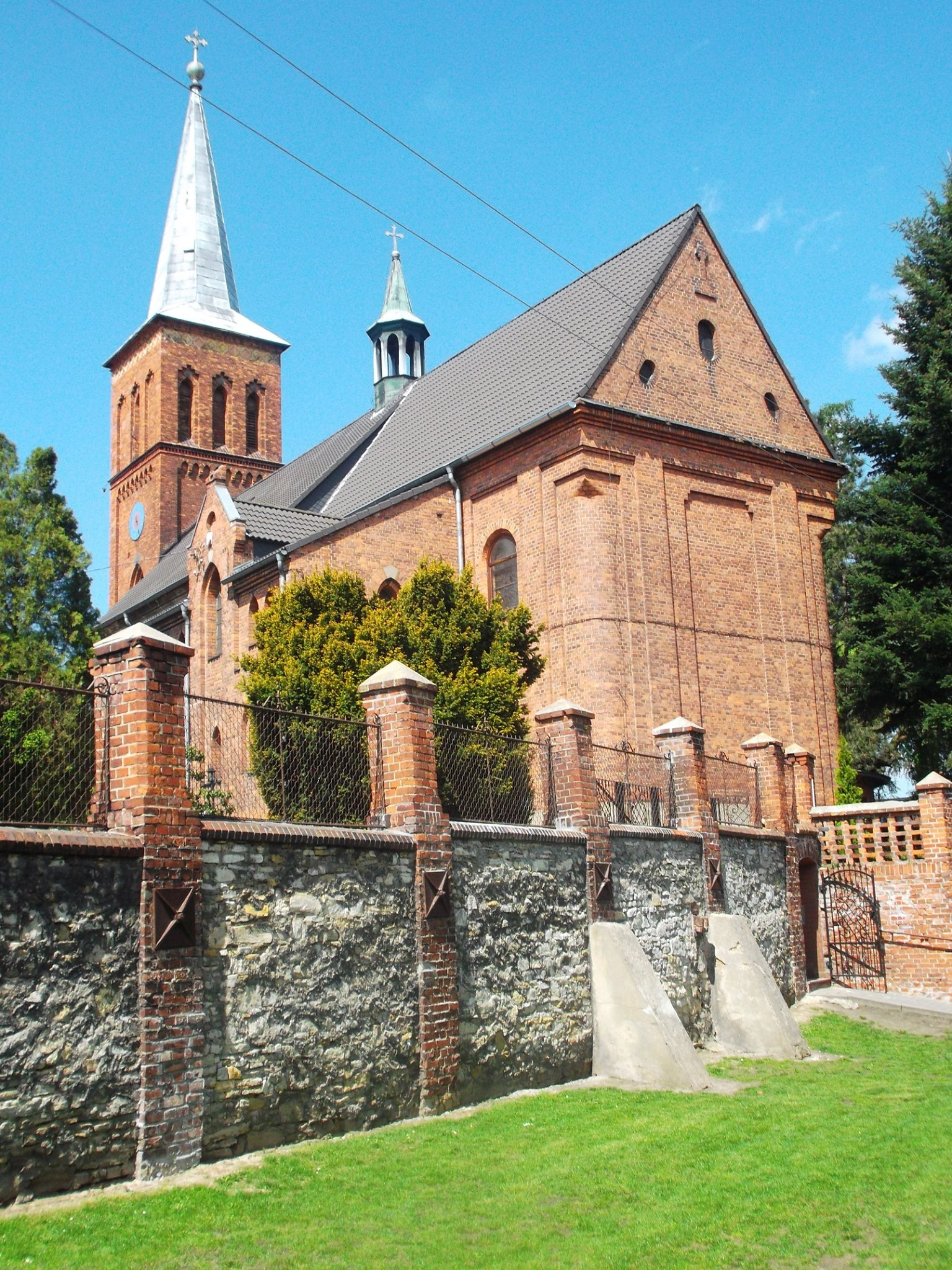
Kościół pw. WNMP w Jaryszowie

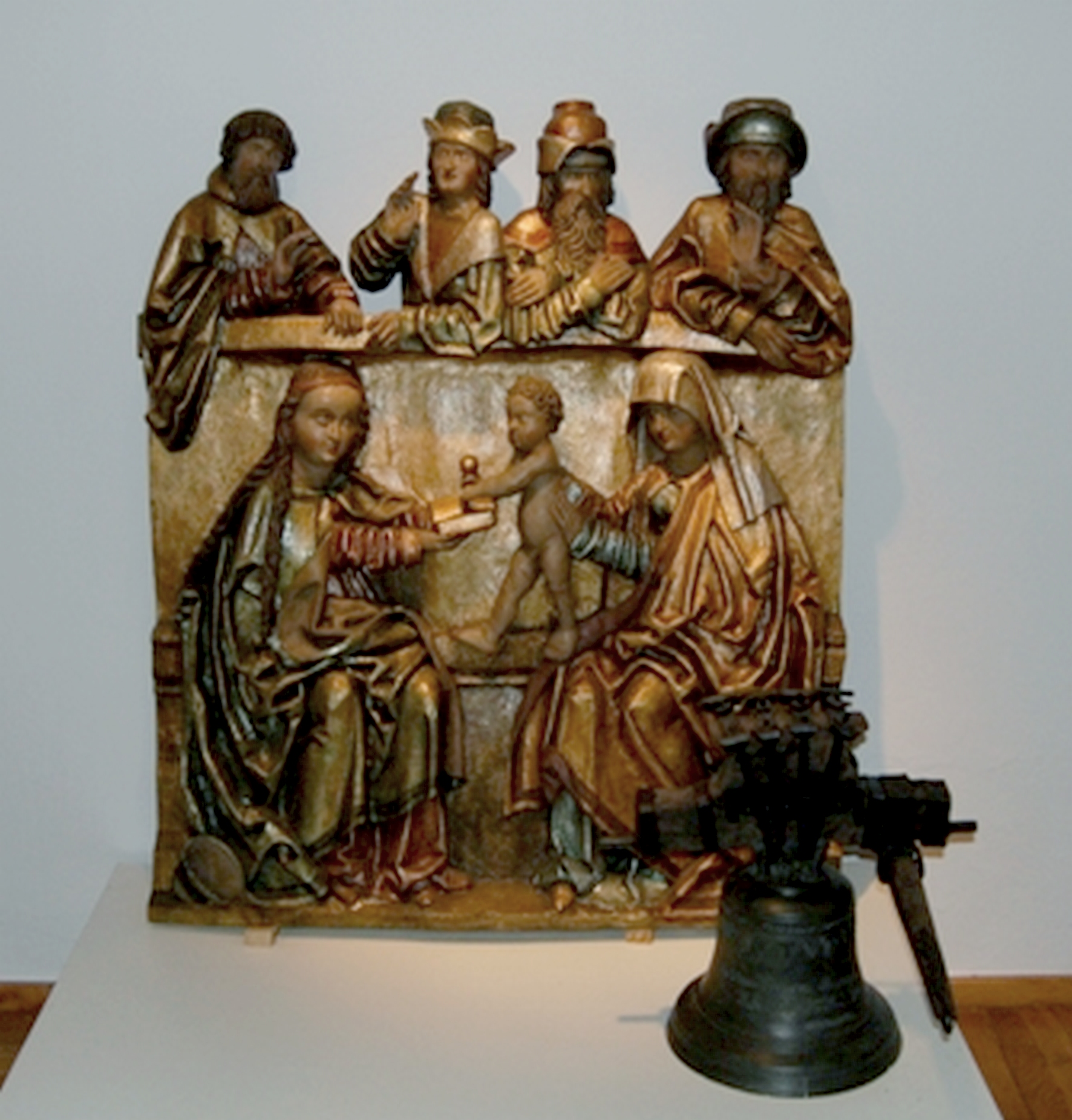
Ołtarz Rodziny Marii z kościoła w Jaryszowie